# Acanthurus
Acanthurus är ett släkte saltvattenlevande fiskar i familjen kirurgfiskar. Släktet omfattar 38 arter. Flera av dem är populära bland saltvattensakvarister.